# Castelnau-sur-l'Auvignon
Pour les articles homonymes, voir Castelnau.
Castelnau-sur-l'Auvignon (Castèthnau d'Auvinhon en gascon) est une commune française située dans le nord du département du Gers en région Occitanie. Sur le plan historique et culturel, la commune est dans le Condomois, une ancienne circonscription de la province de Gascogne ayant titre de comté.
Exposée à un climat océanique altéré, elle est drainée par l'Auvignon et par divers autres petits cours d'eau. La commune possède un patrimoine naturel remarquable composé d'une zone naturelle d'intérêt écologique, faunistique et floristique.
Castelnau-sur-l'Auvignon est une commune rurale qui compte 147 habitants en 2022, après avoir connu un pic de population de 434 habitants en 1841. Elle fait partie de l'aire d'attraction de Condom.
Le patrimoine architectural de la commune comprend un immeuble protégé au titre des monuments historiques : la chapelle d'Abrin, inscrite en 1929.

## Géographie

### Localisation
Castelnau-sur-l'Auvignon est une commune de Gascogne située dans la Ténarèze, quelques kilomètres à l'est de Condom.

### Communes limitrophes
Les communes limitrophes sont  Blaziert, Caussens, Condom, Gazaupouy, La Romieu et Marsolan.
|          | Gazaupouy                |           |
| Condom   | Castelnau-sur-l'Auvignon | La Romieu |
| Caussens | Blaziert                 | Marsolan  |

### Géologie et relief
Castelnau-sur-l'Auvignon se situe en zone de sismicité 2 (sismicité faible).

### Hydrographie

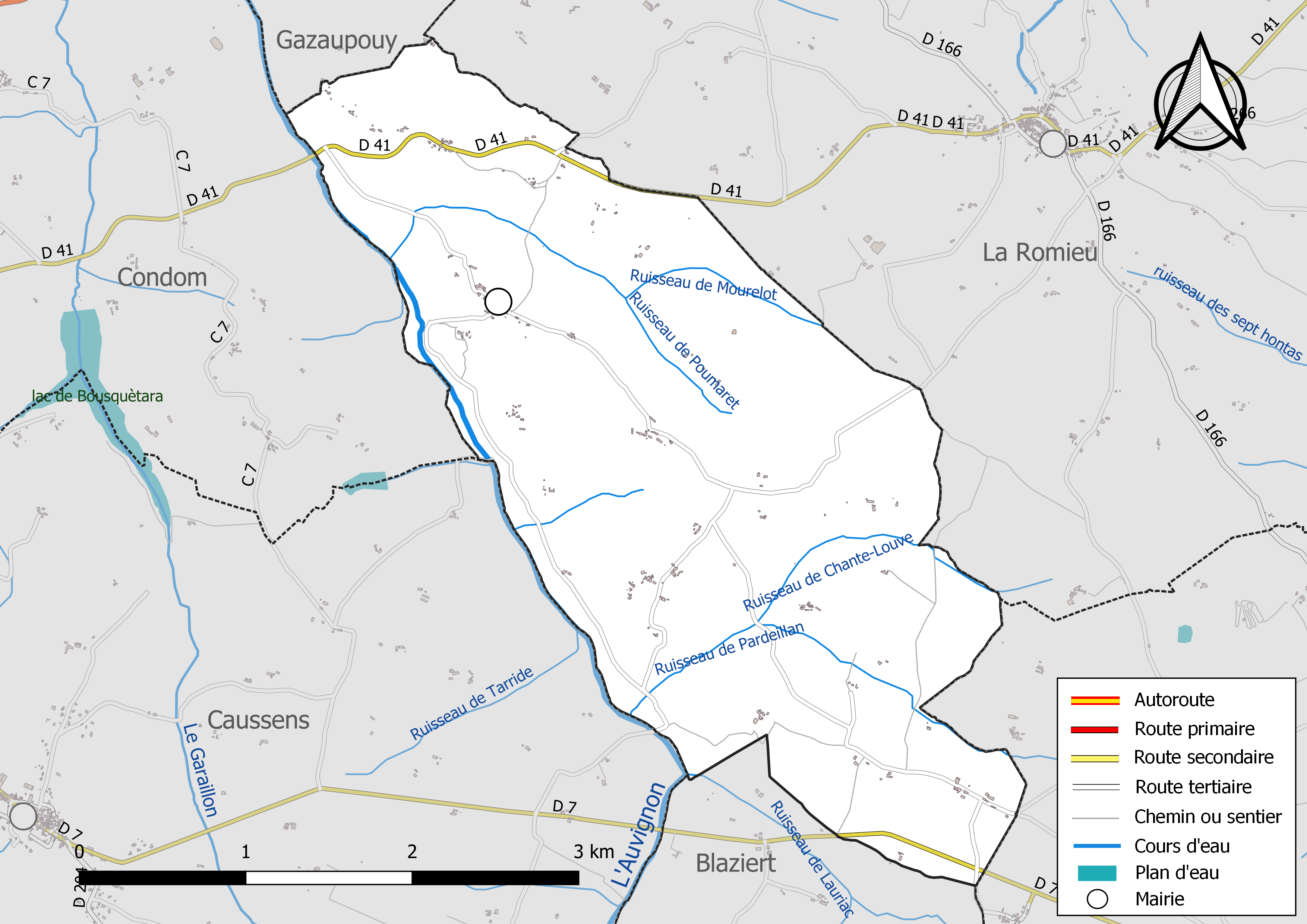
Réseaux hydrographique et routier de Castelnau-sur-l'Auvignon.

La commune est dans le bassin de la Garonne, au sein du bassin hydrographique Adour-Garonne. Elle est drainée par l'Auvignon, le ruisseau de Chante-Louve, le ruisseau de Lauriac, le ruisseau de Mourelot, le ruisseau de Pardeillan, le ruisseau de Poumaret et par un petit cours d'eau, qui constituent un réseau hydrographique de 11 km de longueur totale,.
L'Auvignon, d'une longueur totale de 55,7 km, prend sa source dans la commune de Mas-d'Auvignon et s'écoule vers le nord. Il traverse la commune et se jette dans la Garonne à Port-Sainte-Marie, après avoir traversé 22 communes.

### Climat
Pour des articles plus généraux, voir Climat de l'Occitanie et Climat du Gers.
En 2010, le climat de la commune est de type climat du Bassin du Sud-Ouest, selon une étude s'appuyant sur une série de données couvrant la période 1971-2000. En 2020, Météo-France publie une typologie des climats de la France métropolitaine dans laquelle la commune est exposée à un climat océanique altéré et est dans la région climatique Aquitaine, Gascogne, caractérisée par une pluviométrie abondante au printemps, modérée en automne, un faible ensoleillement au printemps, un été chaud (19,5 °C), des vents faibles, des brouillards fréquents en automne et en hiver et des orages fréquents en été (15 à 20 jours).
Pour la période 1971-2000, la température annuelle moyenne est de 13,2 °C, avec une amplitude thermique annuelle de 15,5 °C. Le cumul annuel moyen de précipitations est de 755 mm, avec 9,9 jours de précipitations en janvier et 6,5 jours en juillet. Pour la période 1991-2020, la température moyenne annuelle observée sur la station météorologique la plus proche, située sur la commune de Condom à 7 km à vol d'oiseau, est de 13,9 °C et le cumul annuel moyen de précipitations est de 703,8 mm,. Pour l'avenir, les paramètres climatiques de la commune estimés pour 2050 selon différents scénarios d’émission de gaz à effet de serre sont consultables sur un site dédié publié par Météo-France en novembre 2022.

### Milieux naturels et biodiversité

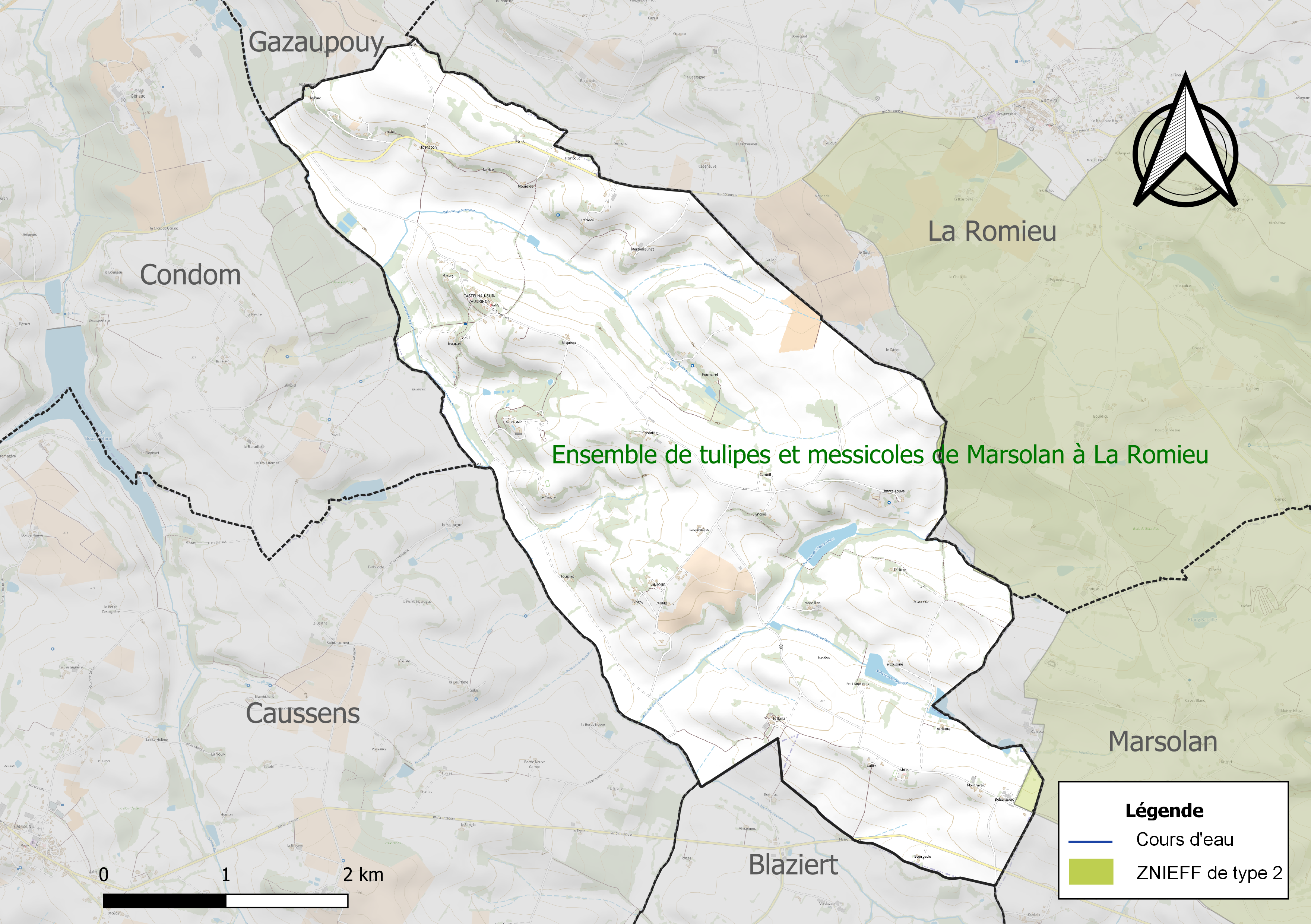
Carte de la ZNIEFF de type 2 localisée sur la commune.

L’inventaire des zones naturelles d'intérêt écologique, faunistique et floristique (ZNIEFF) a pour objectif de réaliser une couverture des zones les plus intéressantes sur le plan écologique, essentiellement dans la perspective d’améliorer la connaissance du patrimoine naturel national et de fournir aux différents décideurs un outil d’aide à la prise en compte de l’environnement dans l’aménagement du territoire.
Une ZNIEFF de type 2 est recensée sur la commune :
l'« ensemble de tulipes et messicoles de Marsolan à la Romieu » (3 318 ha), couvrant 6 communes du département.

## Urbanisme

### Typologie
Au 1er janvier 2024, Castelnau-sur-l'Auvignon est catégorisée commune rurale à habitat très dispersé, selon la nouvelle grille communale de densité à sept niveaux définie par l'Insee en 2022.
Elle est située hors unité urbaine. Par ailleurs la commune fait partie de l'aire d'attraction de Condom, dont elle est une commune de la couronne,. Cette aire, qui regroupe 23 communes, est catégorisée dans les aires de moins de 50 000 habitants,.

### Occupation des sols
L'occupation des sols de la commune, telle qu'elle ressort de la base de données européenne d’occupation biophysique des sols Corine Land Cover (CLC), est marquée par l'importance des territoires agricoles (99,6 % en 2018), une proportion sensiblement équivalente à celle de 1990 (99,7 %). La répartition détaillée en 2018 est la suivante : 
terres arables (83,4 %), zones agricoles hétérogènes (14,4 %), cultures permanentes (1,7 %), forêts (0,4 %). L'évolution de l’occupation des sols de la commune et de ses infrastructures peut être observée sur les différentes représentations cartographiques du territoire : la carte de Cassini (XVIIIe siècle), la carte d'état-major (1820-1866) et les cartes ou photos aériennes de l'IGN pour la période actuelle (1950 à aujourd'hui).

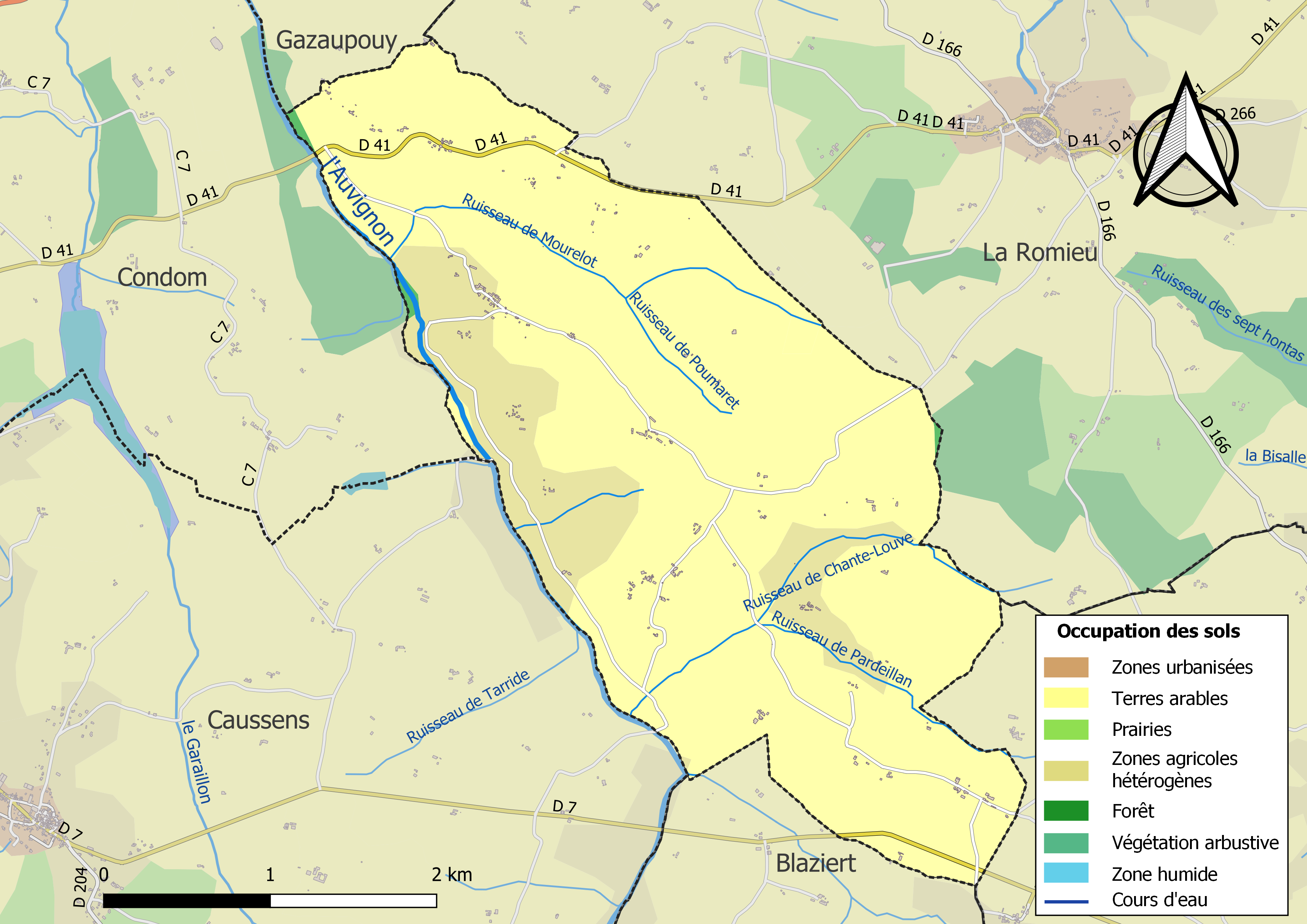
Carte des infrastructures et de l'occupation des sols de la commune en 2018 (CLC).

### Risques majeurs
Le territoire de la commune de Castelnau-sur-l'Auvignon est vulnérable à différents aléas naturels : météorologiques (tempête, orage, neige, grand froid, canicule ou sécheresse) et séisme (sismicité très faible). Un site publié par le BRGM permet d'évaluer simplement et rapidement les risques d'un bien localisé soit par son adresse soit par le numéro de sa parcelle.

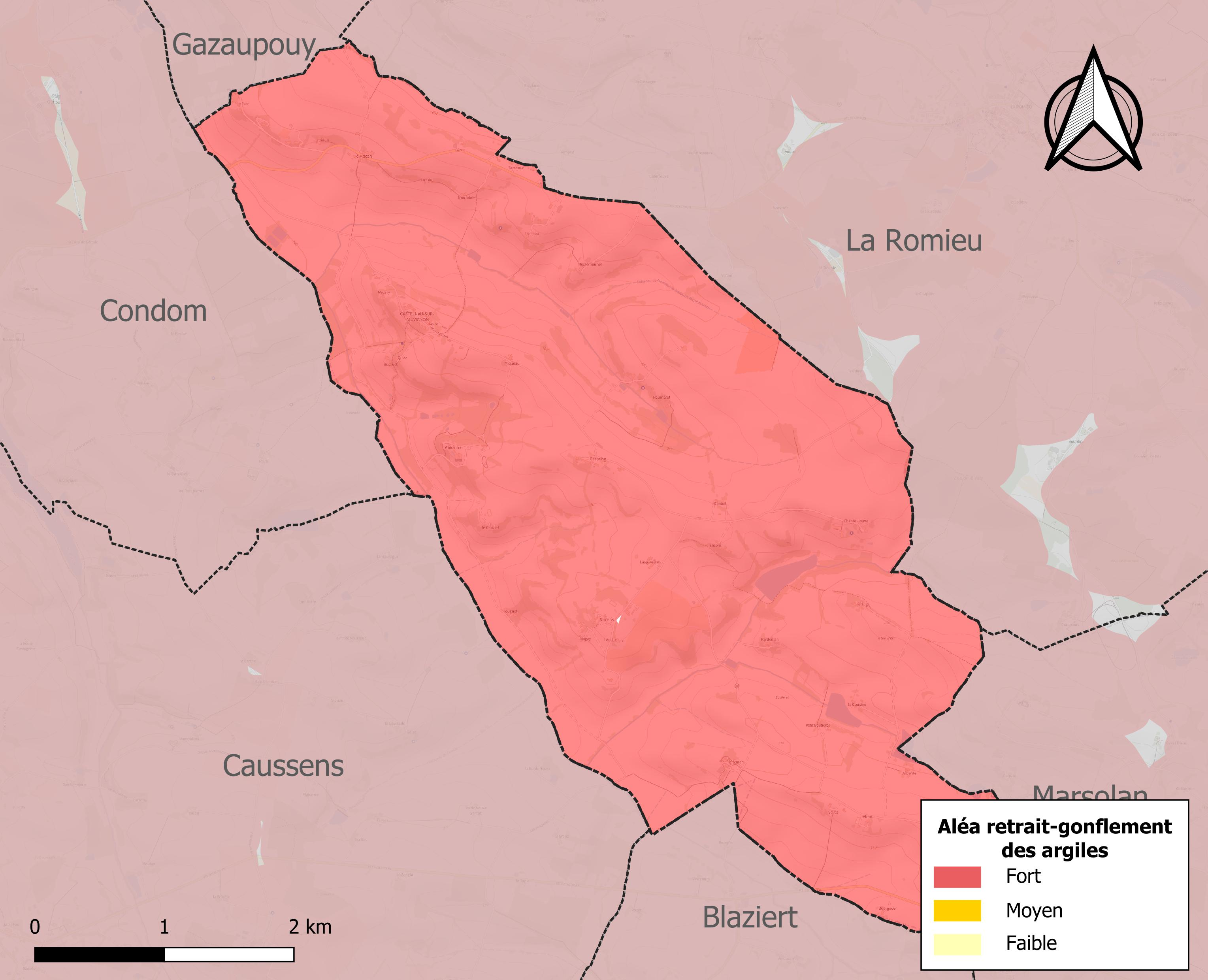
Carte des zones d'aléa retrait-gonflement des sols argileux de Castelnau-sur-l'Auvignon.

Le retrait-gonflement des sols argileux est susceptible d'engendrer des dommages importants aux bâtiments en cas d’alternance de périodes de sécheresse et de pluie. La totalité de la commune est en aléa moyen ou fort (94,5 % au niveau départemental et 48,5 % au niveau national). Sur les 97 bâtiments dénombrés sur la commune en 2019, 97 sont en aléa moyen ou fort, soit 100 %, à comparer aux 93 % au niveau départemental et 54 % au niveau national. Une cartographie de l'exposition du territoire national au retrait gonflement des sols argileux est disponible sur le site du BRGM,.
Par ailleurs, afin de mieux appréhender le risque d’affaissement de terrain, l'inventaire national des cavités souterraines permet de localiser celles situées sur la commune.
La commune a été reconnue en état de catastrophe naturelle au titre des dommages causés par les inondations et coulées de boue survenues en 1999, 2009 et 2018. Concernant les mouvements de terrains, la commune a été reconnue en état de catastrophe naturelle au titre des dommages causés par la sécheresse en 2002, 2003, 2012 et 2017 et par des mouvements de terrain en 1999.

## Histoire
Pendant la Seconde Guerre mondiale, l’agent britannique du Special Operations Executive (SOE) George Starr (nom de code Hilaire), avait son QG à Castelnau à partir du printemps 1943. Il contacte la résistance qu’il fournit en armes dans tout le sud-ouest de la France (excepté les FTPF du PCF et les communistes espagnols). Il constitue d’importants maquis grâce aux nombreux guérilleros espagnols arrivés dans la région lors de la Retirada.
Le 21 juin 1944, Castelnau-sur-l'Auvignon est le théâtre de violents combats entre le groupe de résistants du maquis de Castelnau autour de George Starr, alias le colonel Hilaire, et l'armée allemande. En se repliant, les maquisards font sauter une tour de l'ancien château médiéval, dans laquelle étaient entreposées leurs munitions. Les Allemands incendient le village, dont les habitants avaient été évacués avant le début des combats. Les maquisards de Castelnau sont évacués vers Condom par le Bataillon de l'Armagnac du commandant Maurice Parisot, qu’ils intègreront en 1945. Castelnau-sur-l'Auvignon est la seule commune du Gers titulaire de la Croix de guerre 1939-1945.

## Politique et administration
| Période                                  | Période  | Identité         | Étiquette | Qualité                                             |
| ---------------------------------------- | -------- | ---------------- | --------- | --------------------------------------------------- |
| Les données manquantes sont à compléter. |          |                  |           |                                                     |
| 2001                                     | 2008     | Jacques Verduzan | DVD       |                                                     |
| 2008                                     | En cours | Maurice Boison   | SE-DVG    | Agriculteur, Président de la Communauté de communes |

## Démographie
L'évolution du nombre d'habitants est connue à travers les recensements de la population effectués dans la commune depuis 1793. Pour les communes de moins de 10 000 habitants, une enquête de recensement portant sur toute la population est réalisée tous les cinq ans, les populations de référence des années intermédiaires étant quant à elles estimées par interpolation ou extrapolation. Pour la commune, le premier recensement exhaustif entrant dans le cadre du nouveau dispositif a été réalisé en 2006.

En 2022, la commune comptait 147 habitants, en évolution de −2 % par rapport à 2016 (Gers : +1,04 %, France hors Mayotte : +2,11 %).
| 1793 | 1800 | 1806 | 1821 | 1831 | 1841 | 1846 | 1851 | 1856 |
| ---- | ---- | ---- | ---- | ---- | ---- | ---- | ---- | ---- |
| 346  | 375  | 397  | 380  | 340  | 434  | 407  | 427  | 377  |

| 1861 | 1866 | 1872 | 1876 | 1881 | 1886 | 1891 | 1896 | 1901 |
| ---- | ---- | ---- | ---- | ---- | ---- | ---- | ---- | ---- |
| 397  | 392  | 382  | 362  | 344  | 325  | 298  | 269  | 271  |

| 1906 | 1911 | 1921 | 1926 | 1931 | 1936 | 1946 | 1954 | 1962 |
| ---- | ---- | ---- | ---- | ---- | ---- | ---- | ---- | ---- |
| 234  | 237  | 209  | 215  | 215  | 205  | 185  | 187  | 179  |

| 1968 | 1975 | 1982 | 1990 | 1999 | 2006 | 2011 | 2016 | 2021 |
| ---- | ---- | ---- | ---- | ---- | ---- | ---- | ---- | ---- |
| 157  | 147  | 148  | 139  | 161  | 155  | 175  | 150  | 146  |

| 2022 | - | - | - | - | - | - | - | - |
| ---- | - | - | - | - | - | - | - | - |
| 147  | - | - | - | - | - | - | - | - |

## Économie

### Emploi
|                | 2008  | 2013  | 2018  |
| -------------- | ----- | ----- | ----- |
| Commune        | 6,1 % | 6,8 % | 3,7 % |
| Département    | 6,1 % | 7,5 % | 8,2 % |
| France entière | 8,3 % | 10 %  | 10 %  |

En 2018, la population âgée de 15 à 64 ans s'élève à 76 personnes, parmi lesquelles on compte 73,8 % d'actifs (70 % ayant un emploi et 3,7 % de chômeurs) et 26,2 % d'inactifs,. En  2018, le taux de chômage communal (au sens du recensement) des 15-64 ans est inférieur à celui de la France et département, alors qu'en 2008 il était supérieur à celui du département et inférieur à celui de la France.
La commune fait partie de la couronne de l'aire d'attraction de Condom, du fait qu'au moins 15 % des actifs travaillent dans le pôle,. Elle compte 39 emplois en 2018, contre 38 en 2013 et 42 en 2008. Le nombre d'actifs ayant un emploi résidant dans la commune est de 55, soit un indicateur de concentration d'emploi de 70,1 % et un taux d'activité parmi les 15 ans ou plus de 48,8 %.
Sur ces 55 actifs de 15 ans ou plus ayant un emploi, 24 travaillent dans la commune, soit 43 % des habitants. Pour se rendre au travail, 69 % des habitants utilisent un véhicule personnel ou de fonction à quatre roues, 1,7 % les transports en commun, 1,7 % s'y rendent en deux-roues, à vélo ou à pied et 27,6 % n'ont pas besoin de transport (travail au domicile).

### Activités hors agriculture
12 établissements sont implantés  à Castelnau-sur-l'Auvignon au 31 décembre 2019.
Le secteur du commerce de gros et de détail, des transports, de l'hébergement et de la restauration est prépondérant sur la commune puisqu'il représente 25 % du nombre total d'établissements de la commune (3 sur les 12 entreprises implantées  à Castelnau-sur-l'Auvignon), contre 27,7 % au niveau départemental.

### Agriculture
La commune est dans le Ténarèze, une petite région agricole occupant le centre du département du Gers, faisant transition entre lʼAstarac “pyrénéen”, dont elle est originaire et dont elle prolonge et atténue le modelé, et la Gascogne garonnaise dont elle annonce le paysage. En 2020, l'orientation technico-économique de l'agriculture  sur la commune est la culture de céréales et/ou d'oléoprotéagineuses.
|               | 1988 | 2000 | 2010 | 2020 |
| ------------- | ---- | ---- | ---- | ---- |
| Exploitations | 24   | 19   | 10   | 10   |
| SAU (ha)      | 766  | 772  | 881  | 866  |

Le nombre d'exploitations agricoles en activité et ayant leur siège dans la commune est passé de 24 lors du recensement agricole de 1988  à 19 en 2000 puis à 10 en 2010 et enfin à 10 en 2020, soit une baisse de 58 % en 32 ans. Le même mouvement est observé à l'échelle du département qui a perdu pendant cette période 51 % de ses exploitations,. La surface agricole utilisée sur la commune a quant à elle augmenté, passant de 766 ha en 1988 à 866 ha en 2020. Parallèlement la surface agricole utilisée moyenne par exploitation a augmenté, passant de 32 à 87 ha.

## Culture locale et patrimoine

### Lieux et monuments
- Tour du château,
- Église Notre-Dame-de-la-Nativité de Castelnau-sur-l'Auvignon,
- Église Saint-Luperc d'Aurens,
- Ancienne Chapelle d'Abrin, inscrite partiellement (la porte aujourd'hui murée et l'enfeu) au titre des monuments historiques le 10 décembre 1929[30].

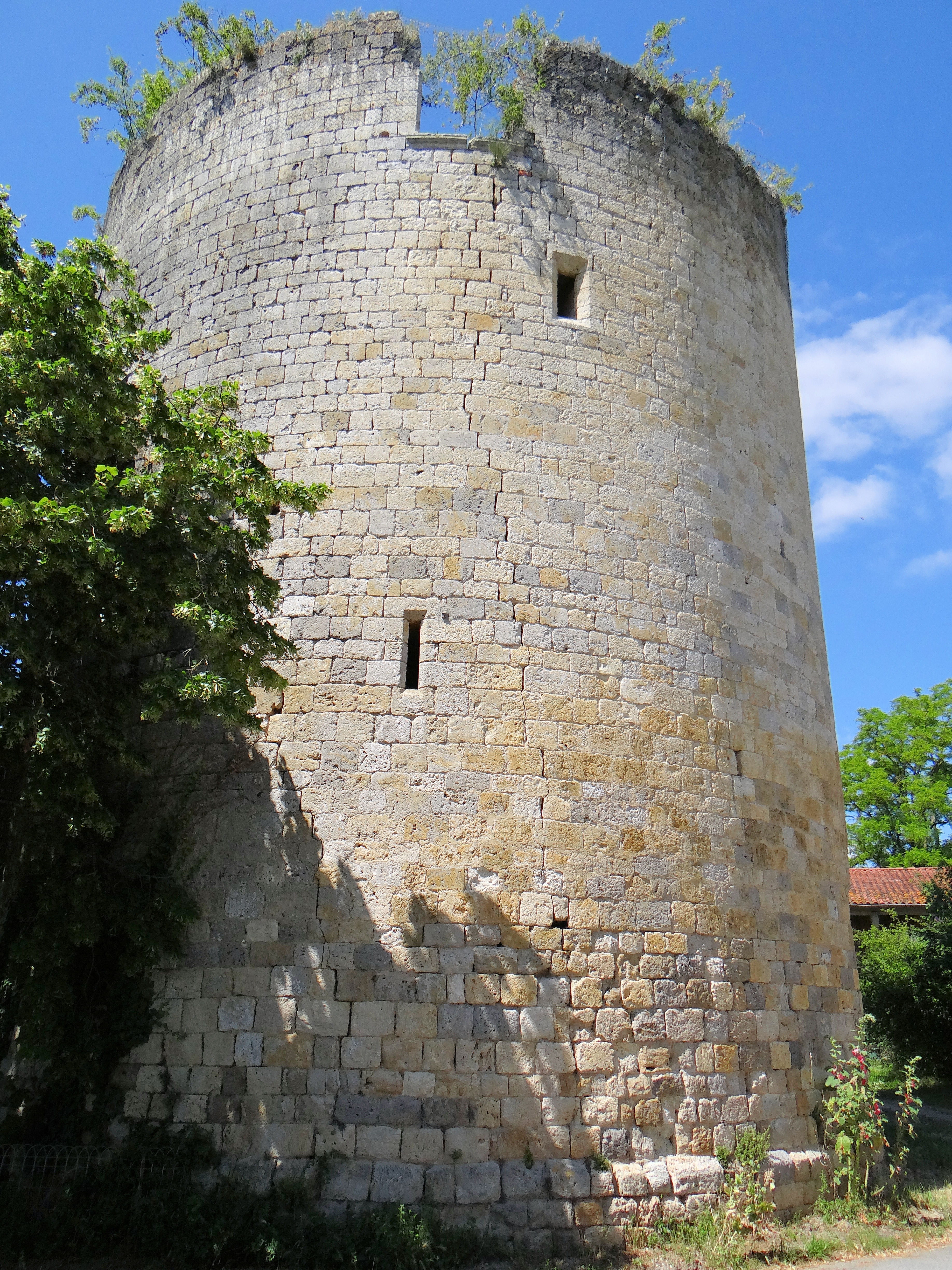
Tour du château
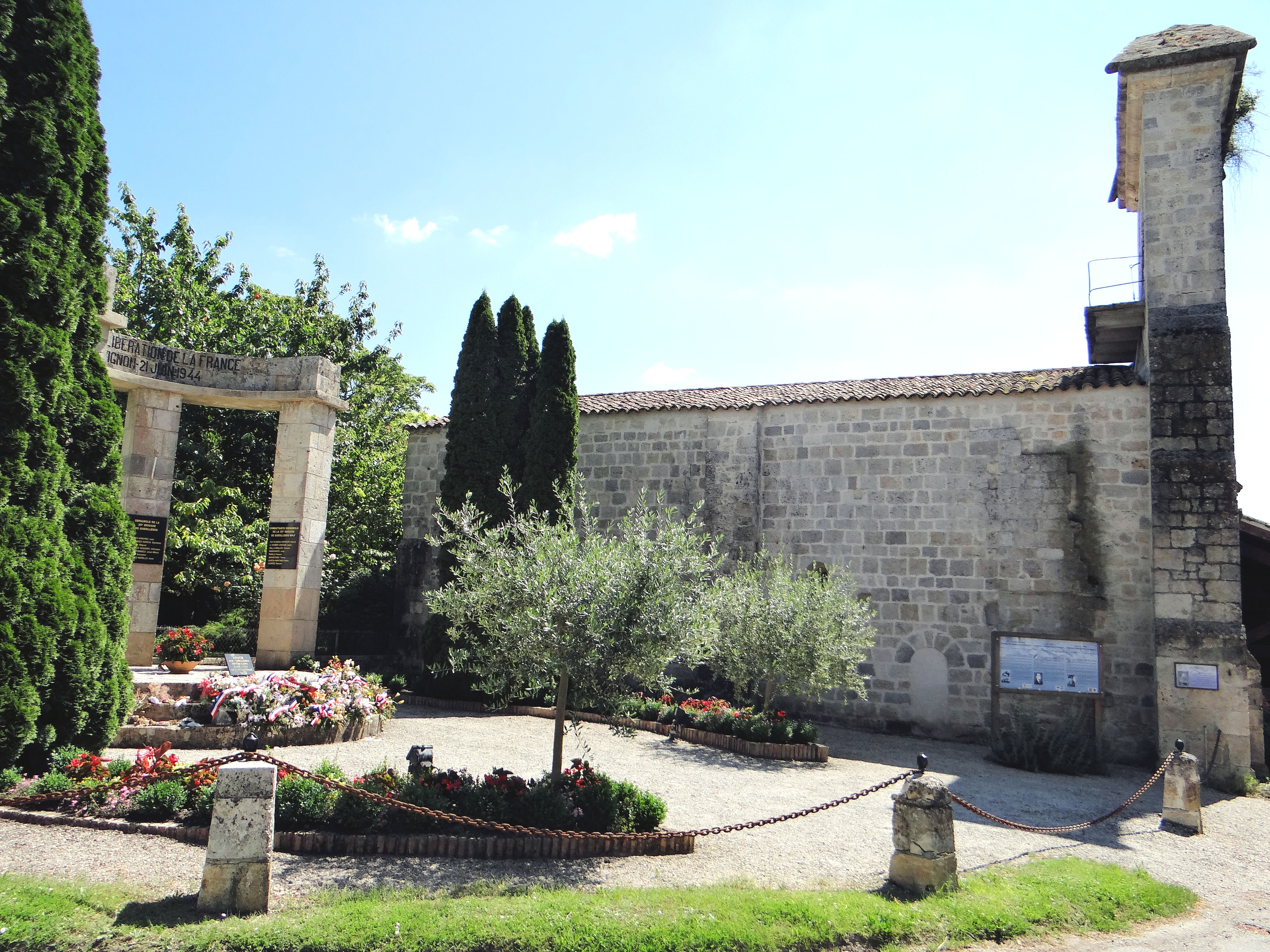
Église de Castelnau-sur-l'Auvignon et le monument aux morts des combats du 21 juin 1944
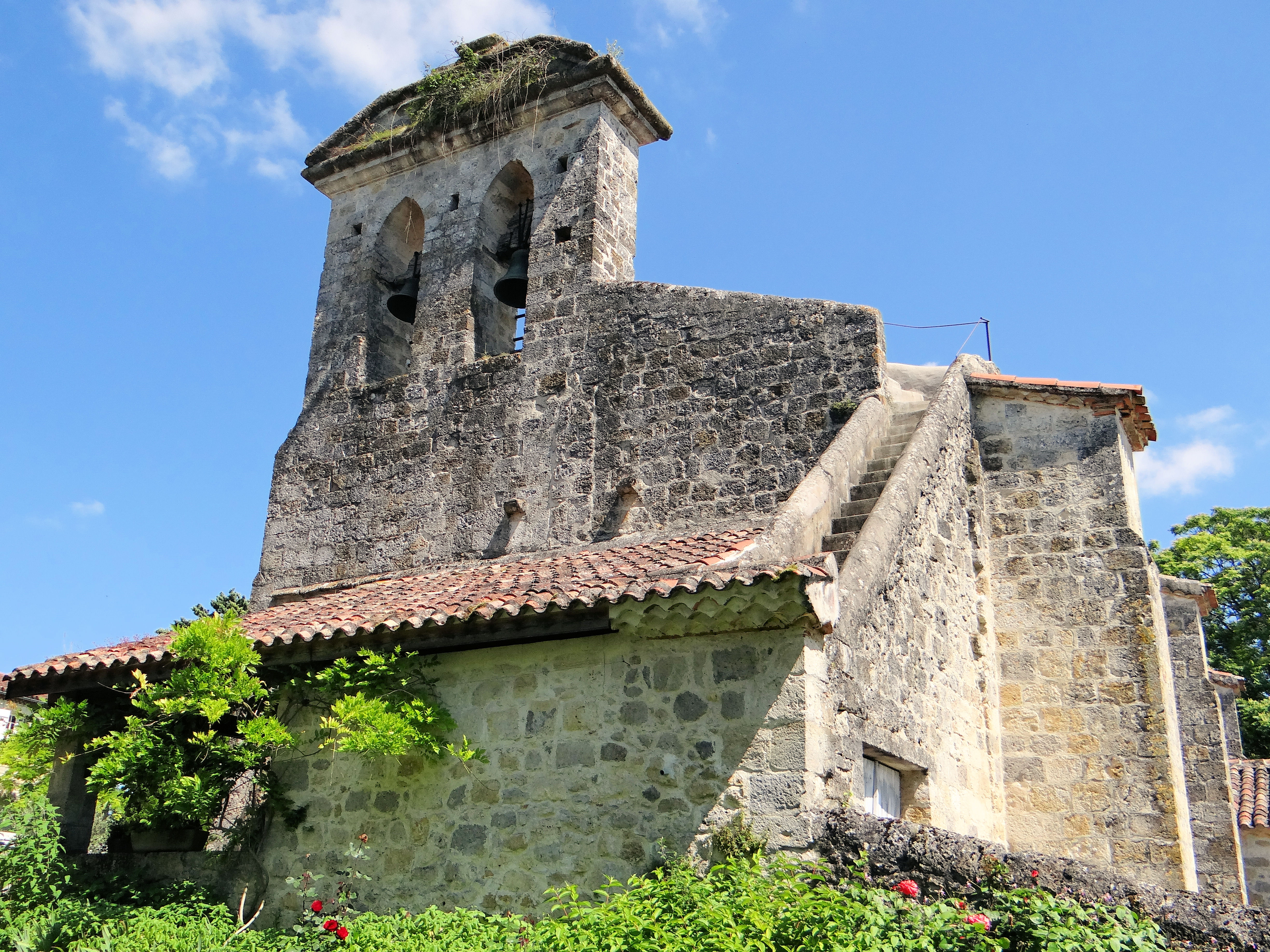
Clocher de l'église
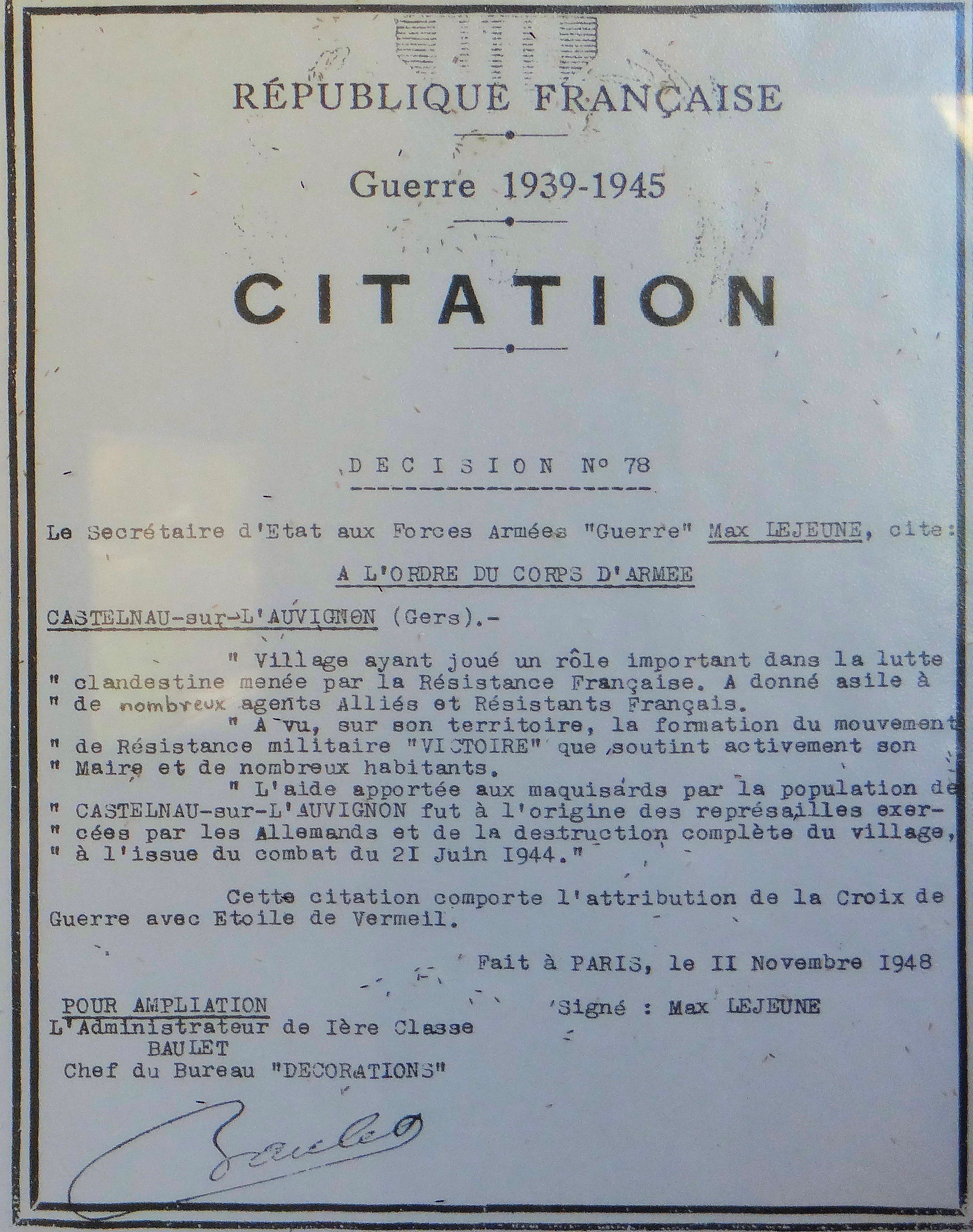
Citation du village à l'ordre du Corps d'armée
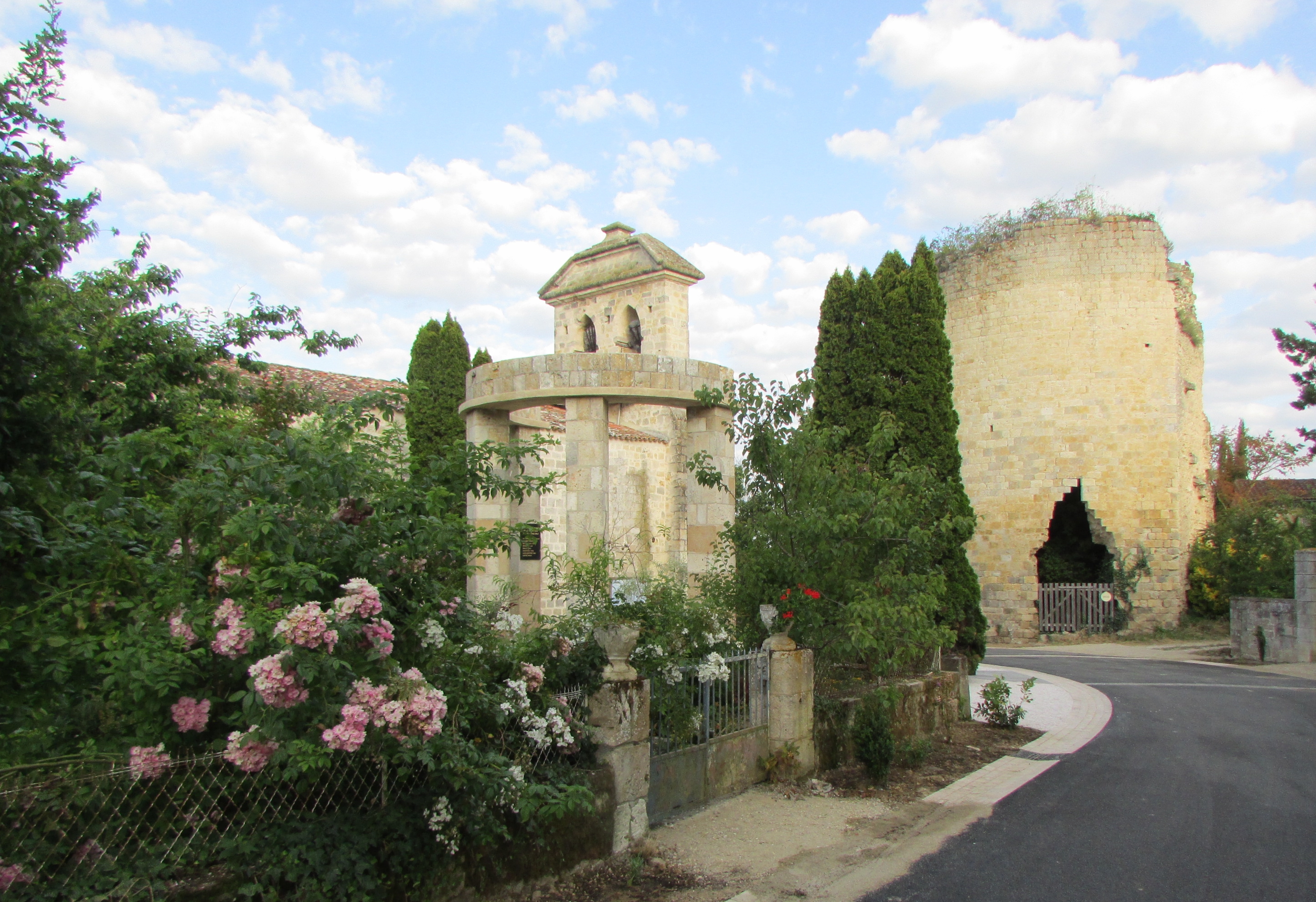
Les ruines du château, le monument aux Morts, le clocher de l'église.

Pèlerinage de Compostelle
Castelnau-sur-l'Auvignon est située sur la via Podiensis du pèlerinage de Saint-Jacques-de-Compostelle. On vient de La Romieu, la prochaine commune est Condom.

Pèlerinage de Compostelle à Castet-Arrouy
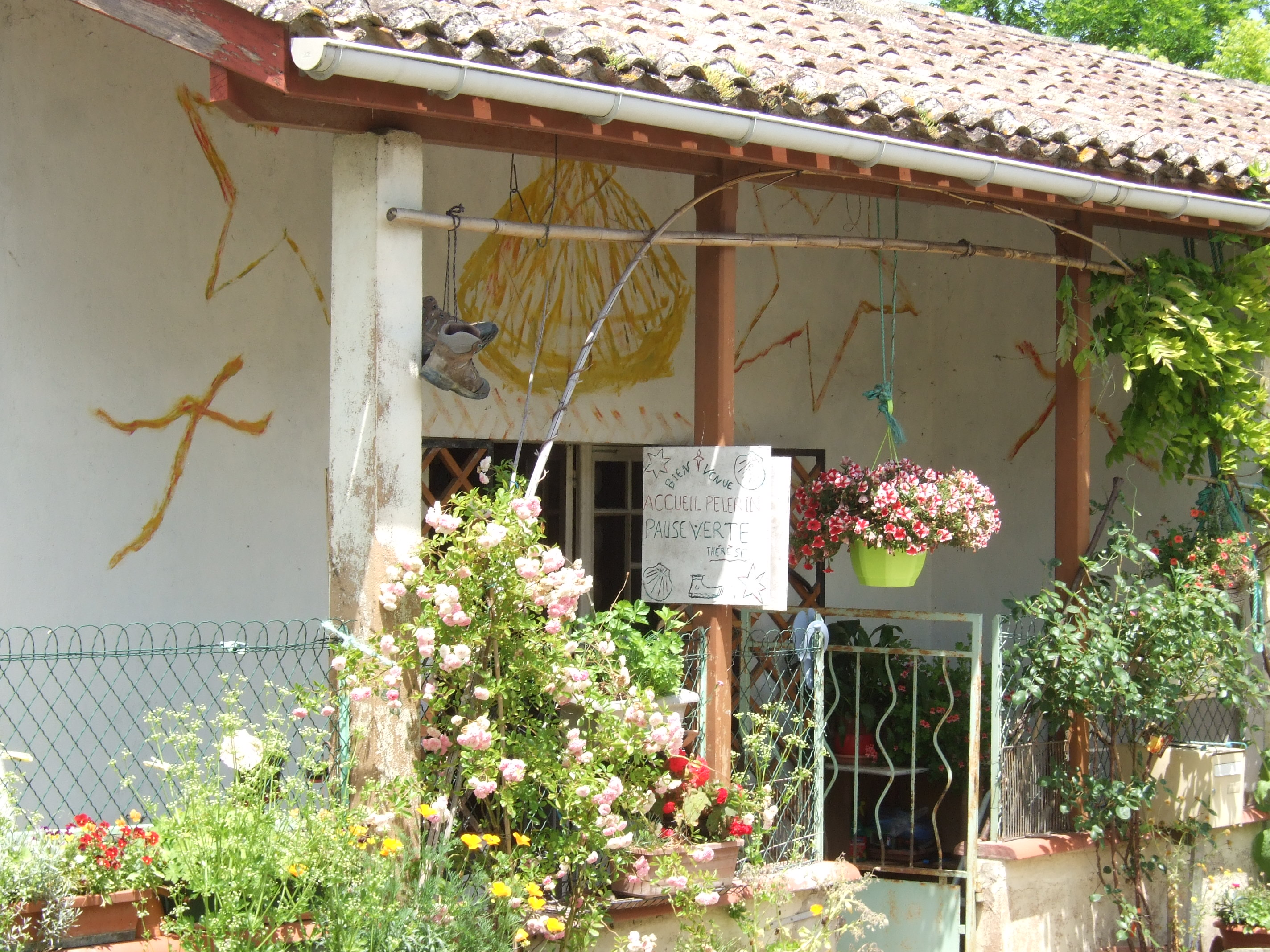
Halte pour les pèlerins traversant le village.
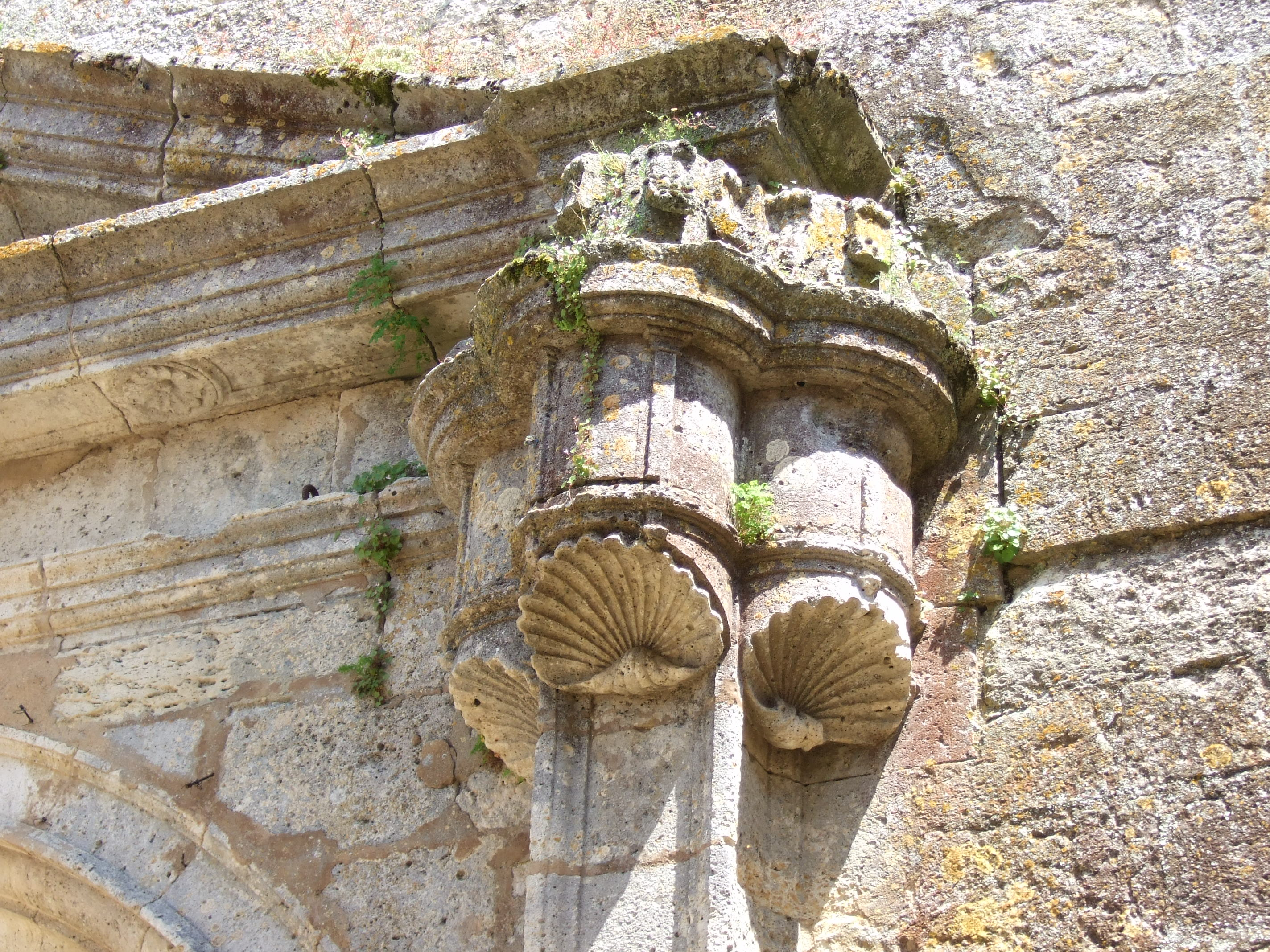
Coquilles Saint-Jacques sur le portail de l’église.

### Personnalités liées à la commune
- George Starr alias le « colonel Hilaire » (1904 - 1980), agent secret britannique du Special Operations Executive.
- Maurice Parisot (1899 - 1944), résistant français.
- Anne-Marie Walters née le 16 mars 1923 à Genève et morte le 2 octobre 1998 à La Baume-de-Transit, est un officier du Women's Auxiliary Air Force (WAAF) recrutée par le service secret britannique Special Operations Executive pendant la Seconde Guerre mondiale. Elle aide la résistance française dans le sud-ouest en tant que courrier du réseau action WHEELWRIGHT commandé par George Starr.
- Henri Sevenet, agent secret français du Special Operations Executive, chef du réseau DETECTIVE.